# El dilema
El dilema (títol original en anglès The Insider) és una pel·lícula estatunidenca dirigida per Michael Mann, estrenada el 1999 i doblada al català.

## Argument
La pel·lícula explica la història verdadera de Jeffrey Wigand, vicepresident de recerca d'una important societat productora de cigarretes, que es converteix en un whistleblower. És també la història del periodista Lowell Bergman i d'una emissió de televisió (60 Minuts) que ha de revelar secrets sobre les pràctiques dubtoses de la indústria del tabac i sobre els verdaders perills del tabaquisme, malgrat totes les amenaces i les pressions de tota mena exercides sobre els protagonistes, que viuen moments d'intensa angoixa.

## Repartiment
- Al Pacino: Lowell Bergman
- Russell Crowe: Dr. Jeffrey Wigand
- Christopher Plummer: Mike Wallace
- Diane Venora: Liane Wigand
- Philip Baker Hall: Don Hewitt
- Michael Gambon: Thomas Sandefur
- Debi Mazar: Debbie De Luca
- Stephen Tobolowsky: Eric Kluster
- Gina Gershon: Helen Caperelli
- Wings Hauser: Advocat de la tabaquera

## Premis i nominacions

### Nominacions
- 2000: Oscar a la millor pel·lícula
- 2000: Oscar al millor director per Michael Mann
- 2000: Oscar al millor actor per Russell Crowe
- 2000: Oscar al millor guió adaptat per Eric Roth
- 2000: Oscar a la millor fotografia per Dante Spinotti
- 2000: Oscar al millor muntatge per William Goldenberg, Paul Rubell i David Rosenbloom
- 2000: Oscar a la millor edició de so per Andy Nelson, Doug Hemphill i Lee Orloff
- 2000: Globus d'Or a la millor pel·lícula dramàtica
- 2000: Globus d'Or al millor director per Michael Mann
- 2000: Globus d'Or al millor actor dramàtic per Russell Crowe
- 2000: Globus d'Or al millor guió per Eric Roth i Michael Mann
- 2000: Globus d'Or a la millor banda sonora original per Lisa Gerrard i Pieter Bourke
- 2000: BAFTA al millor actor per Russell Crowe

## Crítica
- "Obra mestra"[3]
- "Llarga i picallosa, encara que sempre apassionant (...) El que la fa gran, gens comú al cinema comercial nord-americà d'avui dia, és el seu caràcter de diagnòstic d'una realitat"[4]